# フランコ・チェザリーニ
フランコ・チェザリーニ（Franco Cesarini, 1961年4月18日 - ）は、スイスの作曲家、指揮者、フルート奏者。日本においては、主に吹奏楽編成による楽曲の作曲者として知られる。

## 人物・来歴
スイス・ティチーノ州ベッリンツォーナ出身。ルガーノやバーゼルの音楽院、さらにはミラノ音楽院でピアノとフルートを学び、またペーター＝ルーカス・グラーフらに師事して音楽理論と指揮法を学ぶ。現在は、作曲活動のほか、市民吹奏楽バンドの指揮活動なども行っている。また、イタリアのクラシック曲からの吹奏楽編曲や古いイタリアの吹奏楽曲の現代吹奏楽編成への改編も手がけている。
日本の吹奏楽界においては、1980年代後半から1990年代前半にかけて「ビザンティンのモザイク画」「メキシコの風景」などの作品が相次いで取り上げられるようになり、その後、1990年代後半から2000年代前半以降に「アルプスの詩」「ブルー・ホライズン（青い水平線）」などの楽曲が、演奏会やコンクールで多くの団体により演奏されるようになった。現代ヨーロッパの作曲家の1人として、スパーク、デ=メイ、ヴァン=デル=ローストらとともに、学生から社会人のバンドにまで広く認知されている。

## 主要作品

### 吹奏楽作品
- アルピナ・ファンファーレ（Alpina Fanfare）
- 交響詩「アルプスの詩」（Poema Alpestre）
- イタリア小組曲（Piccola Suite Italiana）
- ウクライナ狂詩曲（Ukrainian Rhapsody）
- ギリシャ民謡組曲（Greek Folk Song Suite）
- コサック民謡舞曲（Cossack Folk Dances）
- コンヴァージェンツ（Convergents）
- ジュビリー・ファンファーレ（Jubilee Fanfare）
- セレブレーション・ファンファーレ（Celebration Fanfare）
- ソレムニタス（Solemnitas）
- ダイナミック序曲（Dynamic Overture）
- トム・ソーヤー組曲（Tom Sawyer Suite）
- ハーレクイン（Harlequin）
- ハックルベリー・フィン組曲（Huckleberry Finn Suite）
- バンドのための間奏曲（Interlude for Band）
- ビザンティンのモザイク画（Mosaici Bizantini）
- フェスティヴァル・アンセム（A Festival Anthem）
- フェスティヴァル・ファンファーレ（Festival Fanfare）
- フランス民謡変奏曲（Variations on a French Folk Song）
- ブルー・ホライズン（青い水平線）（Blue Horizons）
- ブルガリア舞曲（Boulgarian Dances）
- イメージズ・オブ・ア・シティ（Images of a sity）
- プロヴァンス牧歌（Pastorale de Provence）
- メキシコの風景（Mexican Pictures）
- 闇に這う者（The Haunter of the Dark） - ハワード・フィリップス・ラヴクラフトの小説を題材とした作品
- リヴァイアサン（Leviathan）
- ルノー王の行列（Le cortège du roi Renaud）
- 交響曲第1番「アークエンジェルズ」（Symphony #1 "The Archangels"）
- 交響曲第2番「江戸の情景」（Symphony #2 "Views of Edo"）
- 交響曲第3番「都市の風景」（Symphony #3 "Urban Landscapes"）
- シンフォニエッタ第3番「ツヴェルフマルグライエンのスケッチ」 (Sinfonietta No.3 "Zwölfmalgreien Sketches")